# 眼瓣沟鰕虎鱼
眼瓣沟鰕虎鱼（学名：Oxyurichthys ophthalmonema），又稱眼絲鴿鯊，为輻鰭魚綱鱸形目背眼鰕虎科沟鰕虎鱼属的鱼类。

## 分布
本魚分布于印度西太平洋區，包括留尼旺、南非、坦尚尼亞、印度、馬來西亞、中國、越南、香港、臺灣、關島、印尼、帛琉、菲律賓等海域。

## 特徵
本魚體延長略呈圓柱形，眼上方具一對皮質突起，眼下方具寬斜橫帶。魚體灰綠色，背部顏色較深且具小黑點，腹部灰白，尾鰭尖形，背鰭硬棘7枚，背鰭軟條12至13枚，臀鰭硬棘1枚，臀鰭軟條12至13枚，體長可達18公分。

## 生態
本魚生活於沿海、河口或紅樹林等沙泥底質且水流平緩的區域，屬廣鹽性魚類，屬肉食性，以小魚及小型底棲無脊椎動物為食。

## 扩展阅读
維基物種上的相關：眼瓣沟鰕虎鱼